# Інститут Курто
Інститут Курто  (англ. The Courtauld Institute of Art) — інститут історії мистецтва, що входить до Лондонського університету і має власну художню збірку творів мистецтва, співмірну з колекціями Національної галереї в Лондоні чи в Галереї Тейт.

## Історія виникнення Інституту Курто
Текстильний фабрикант Самуель Курто був відомим колекціонером картин. У 1932 він разом з лордом Артуром Лі, дипломатом, сером Робертом Віттом, істориком мистецтва заснували новий Інститут історії мистецтв. Самуель Курто цілком слушно вважав, що мистецтво слід вивчати на талановитих зразках і оригіналах мистецтва. Тому передав новоствореному Інституту більшу частину своєї збірки картин і значні грошові внески. Після його смерті Інститут отримав у спадок і палац Курто (архітектор Роберт Адам, на Портман Сквер).
До збірки імпресіоністів і постімпресіоністів Курто у 1934 увійшла і колекція витворів мистецтва початку 20 століття, що належала Роджеру Фраю. Так в Інститут прийшли твори митців, де були Едуард Мане (Бар «Фолі-Бержер»), Едгар Дега, Ренуар, Каміль Піссарро, Сезанн, Гоген, Клод Моне, Тулуз-Лотрек, Модільяні.
А після 1945 сюди увійшли твори старих майстрів Західної Європи — де тепер і Пітер Брейгель Старший, і Кранах, і Рубенс, Квентін Массейс, Ван Дейк, Тьєполо, що надійшли з різних приватних збірок Великої Британії.
З 1989 Інститут Курто перебрався в розкішну будівлю Сомерсет-Хаус, що колись належала Королівській академії мистецтв.
Художня збірка Інституту Курто має твори Нідерландів 16 ст., Фландрії та Голландії 17 ст., Франції, Німеччини від середньовіччя і Відродження до новітніх течій 20 століття. Серед майстрів Британії в Інституті акварелі Тернера.

## Художня збірка Інституту Курто
Імпресіоністи

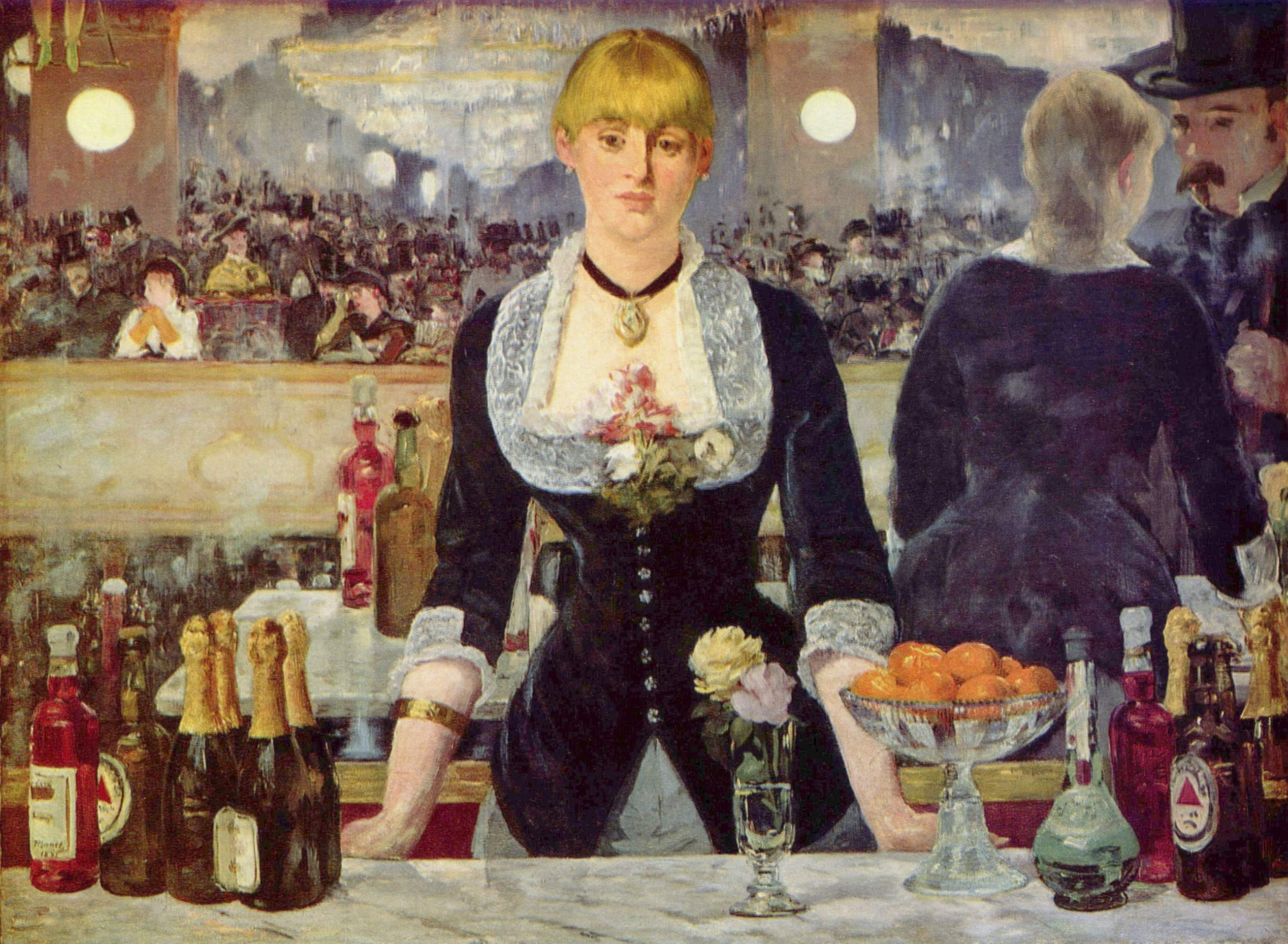
Бар «Фолі-Бержер», 1882, Лондон
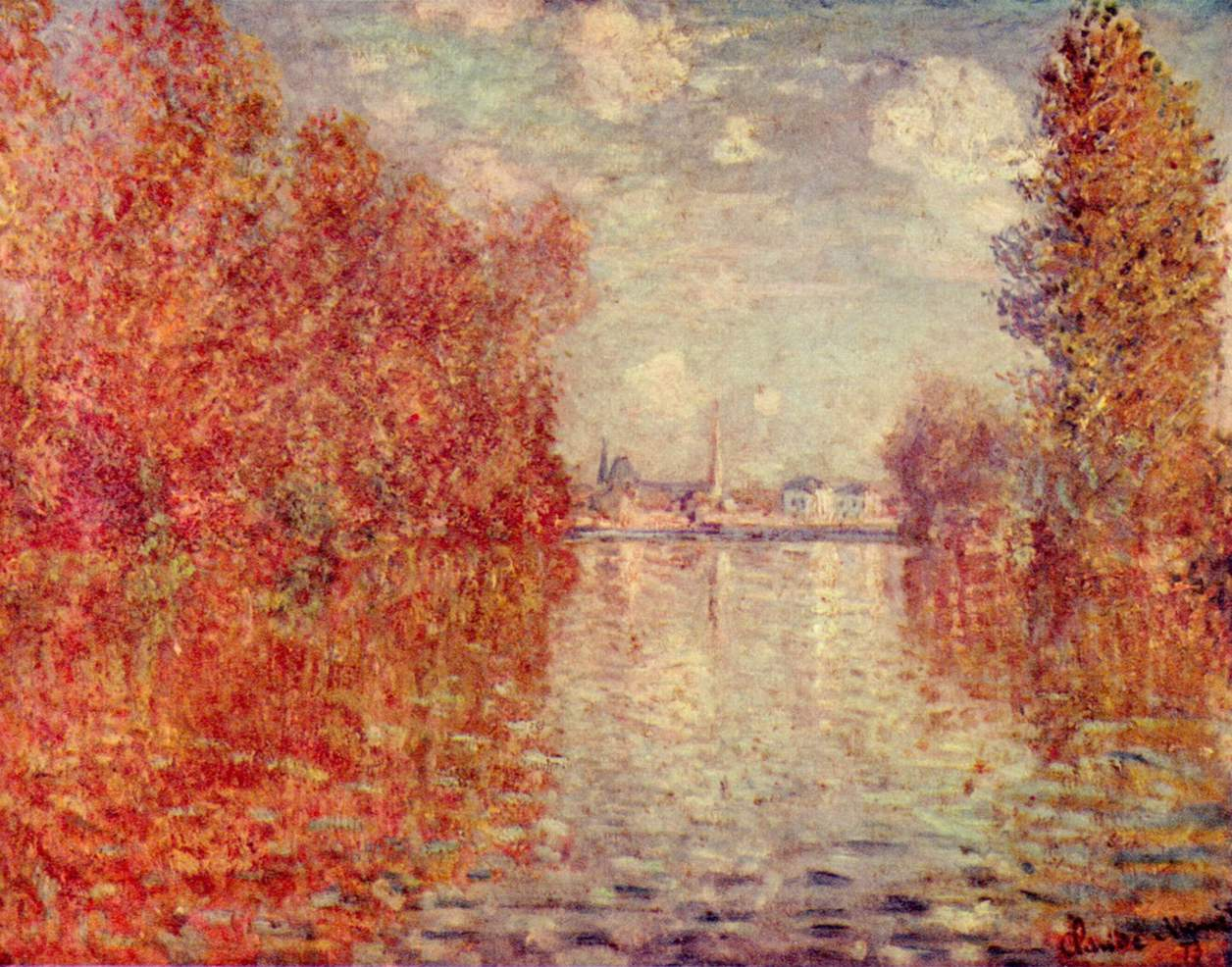
Клод Моне. Аржантей восени, 1873
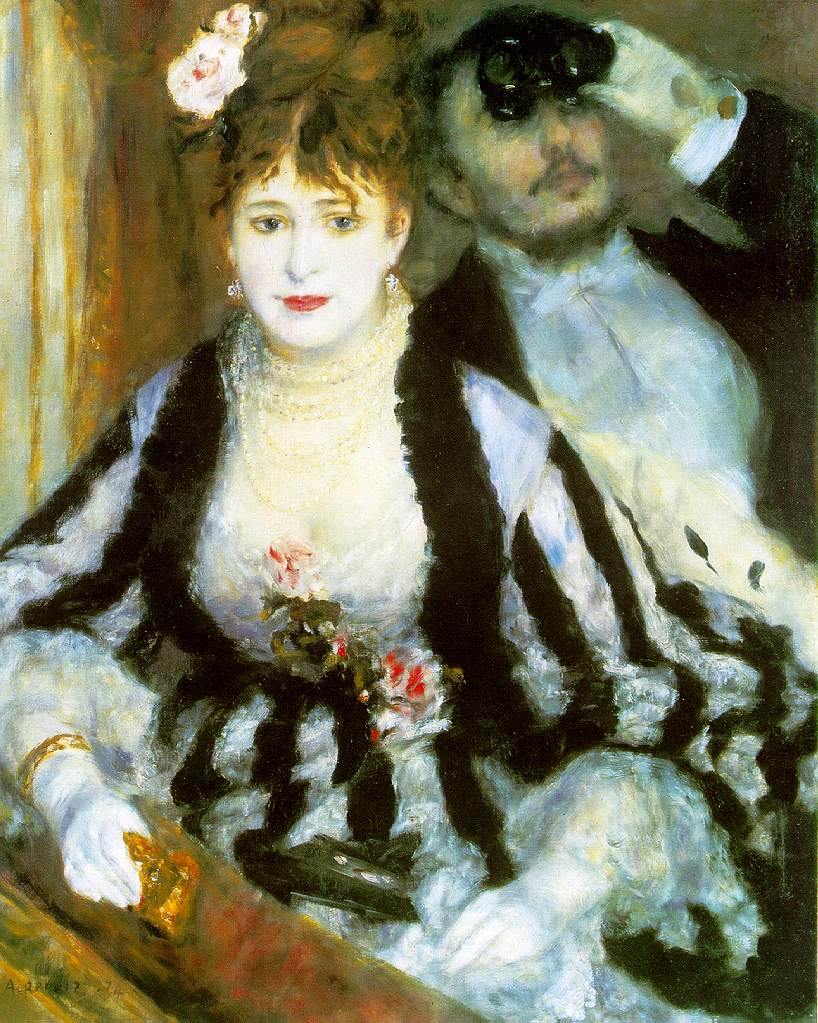
Ренуар. В театральній ложі, 1874
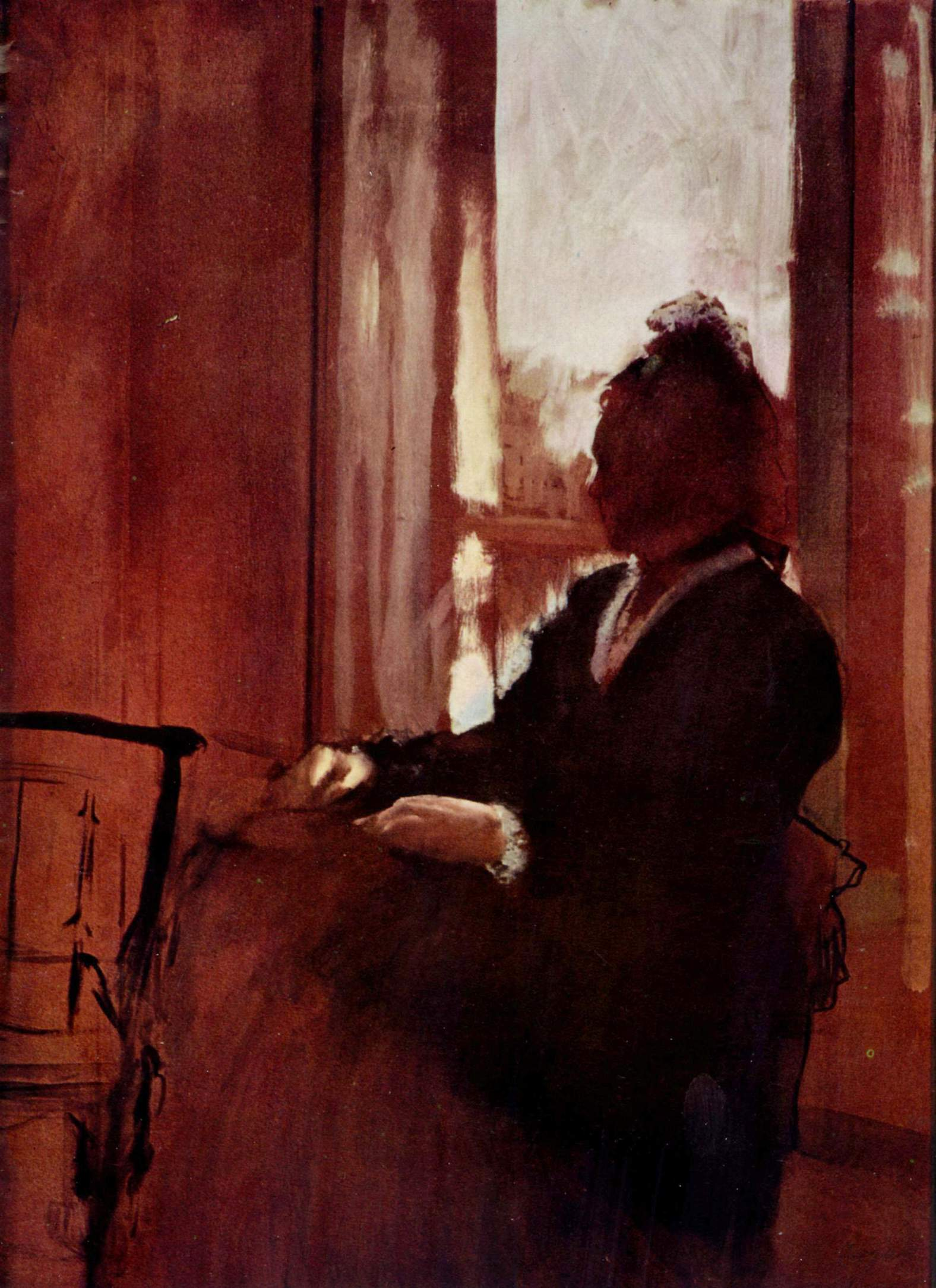
Едгар Дега. Ескіз, 1878
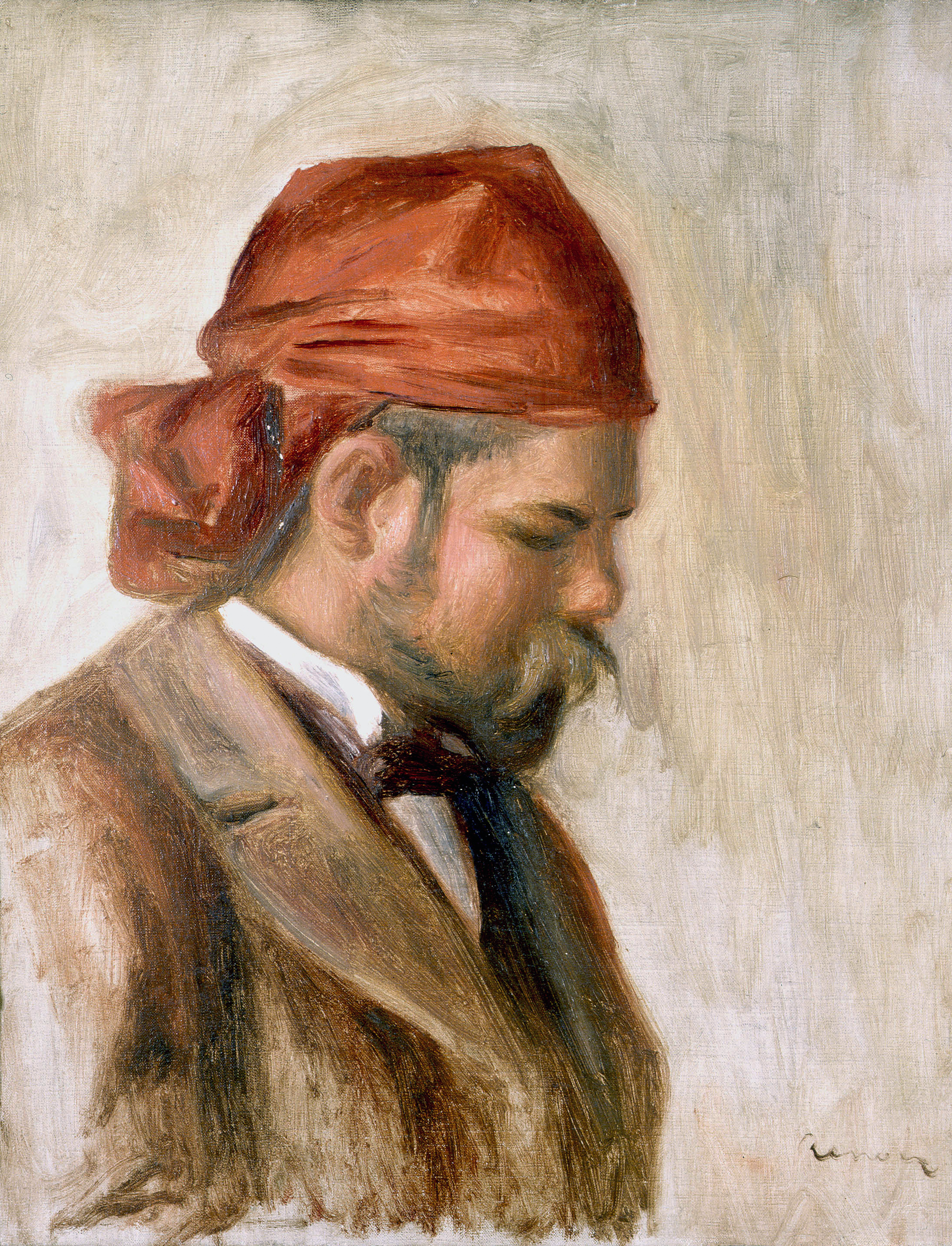
Маршан Амбруаз Воллар в червоній бандані, 1906

Картини Поля Сезанна

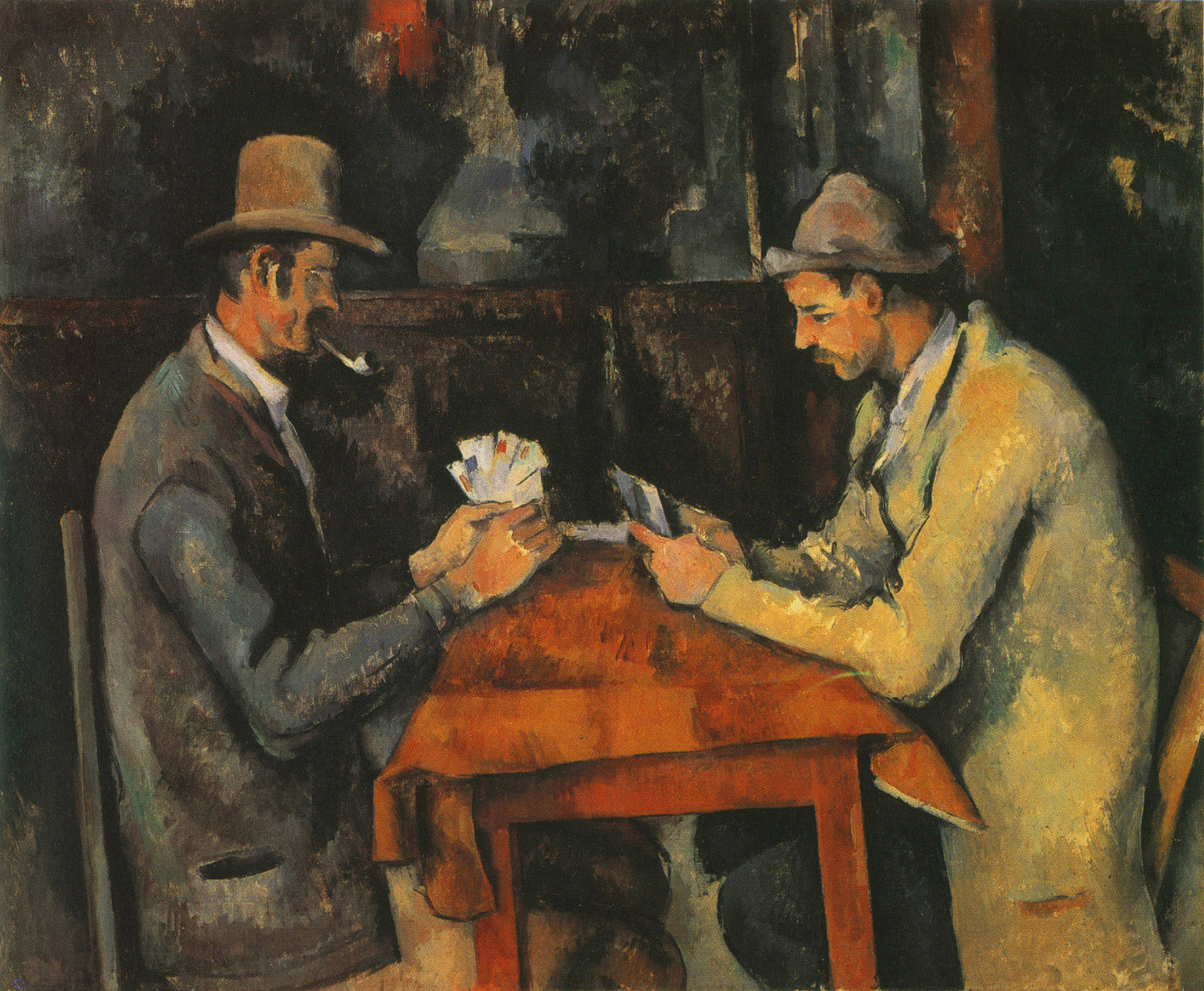
Гравці в карти, 1895
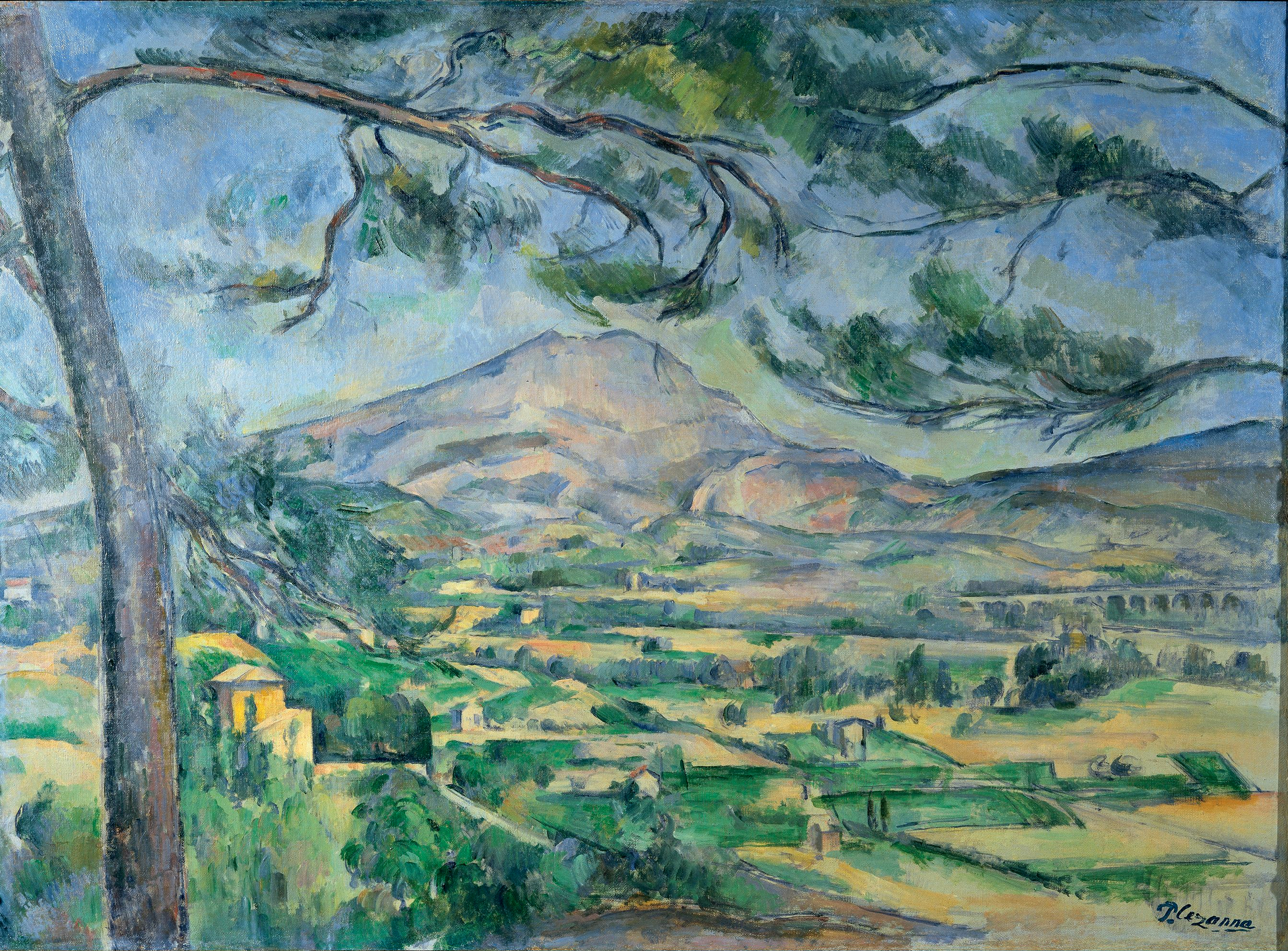
Гора Святої Перемоги (Сен Віктор), 1887
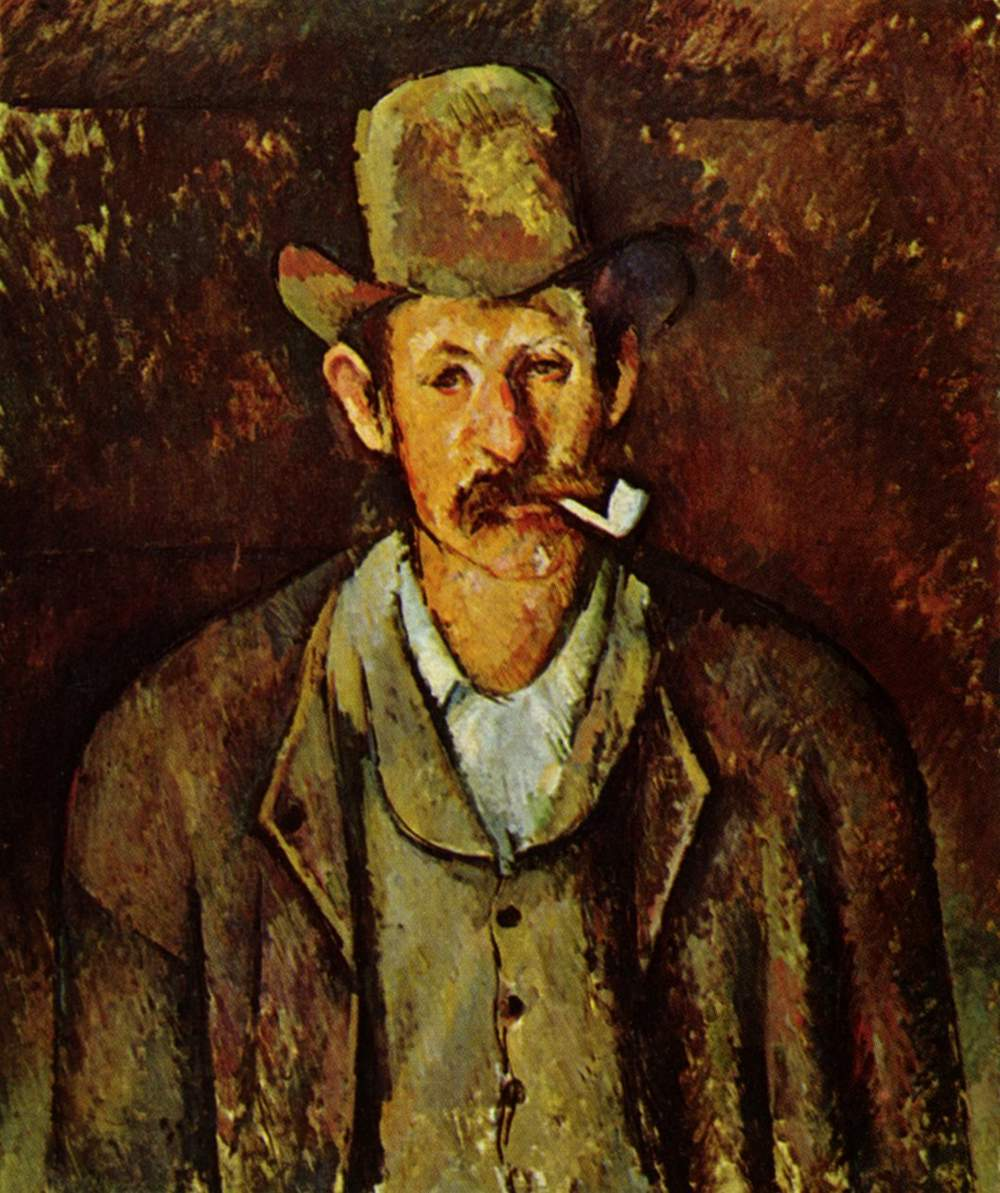
Курець з люлькою, 1892

Постімпресіоністи

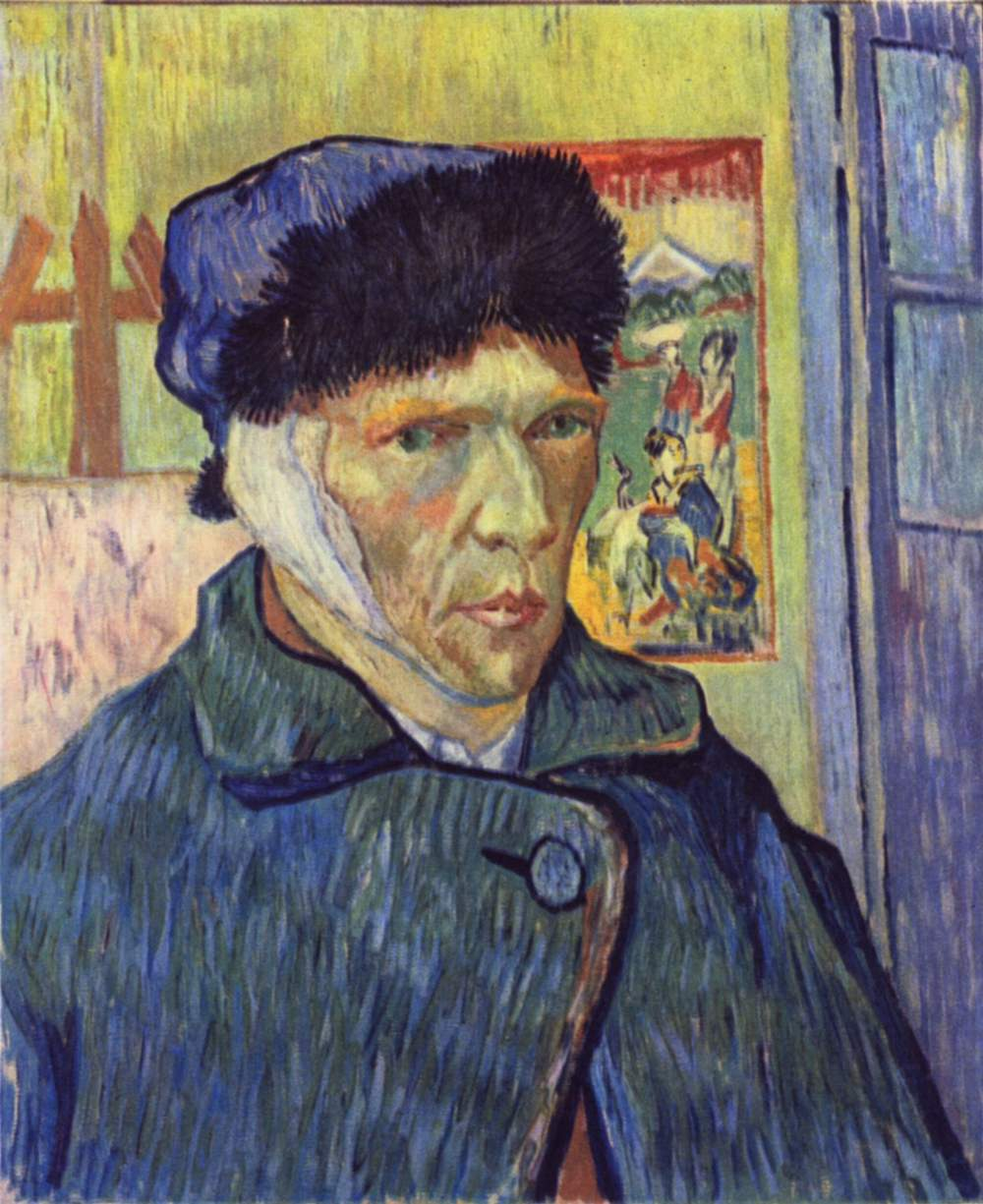
Ван Гог. Автопортрет, 1889
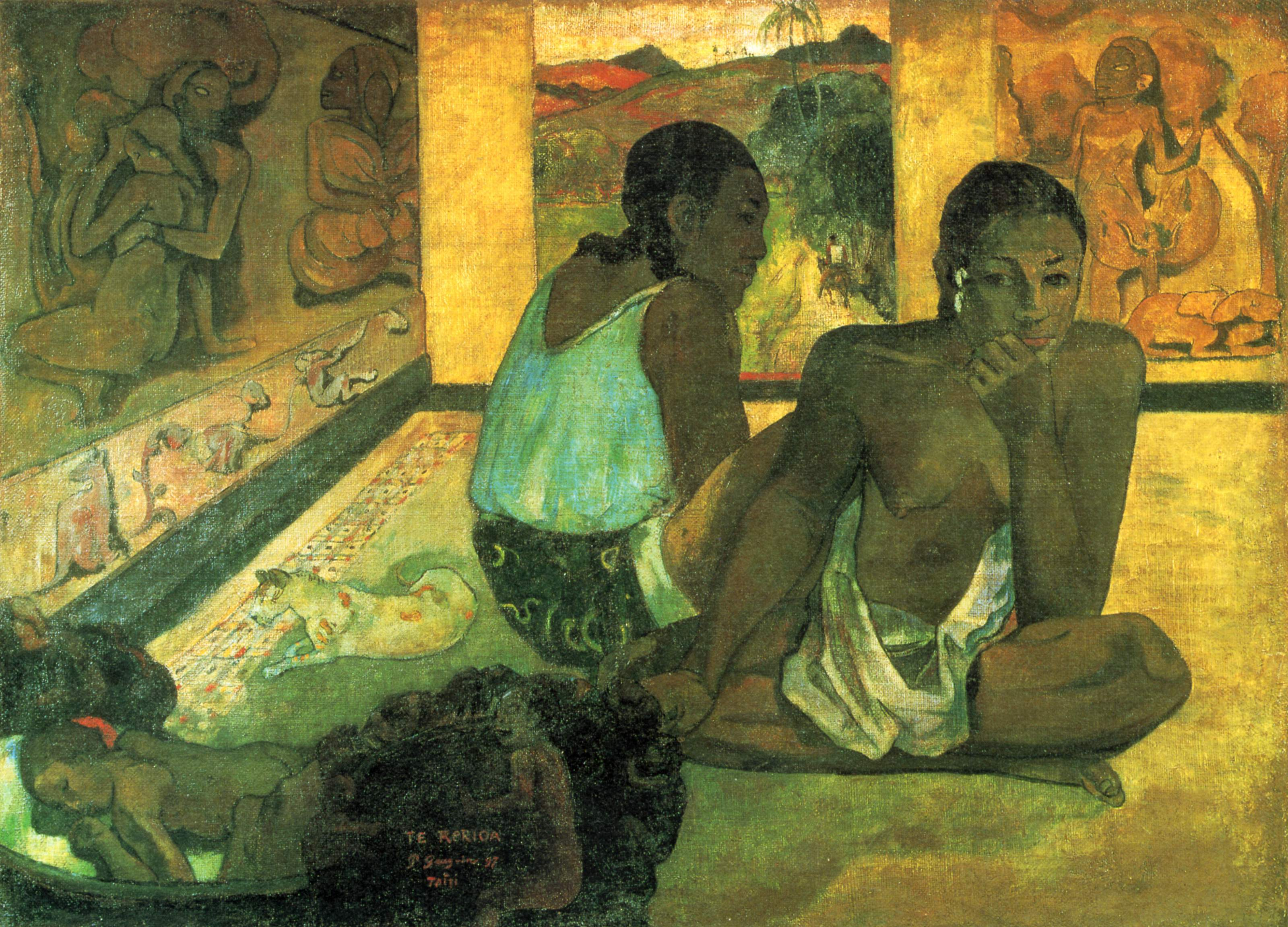
Таїті. Замріяні. 1897
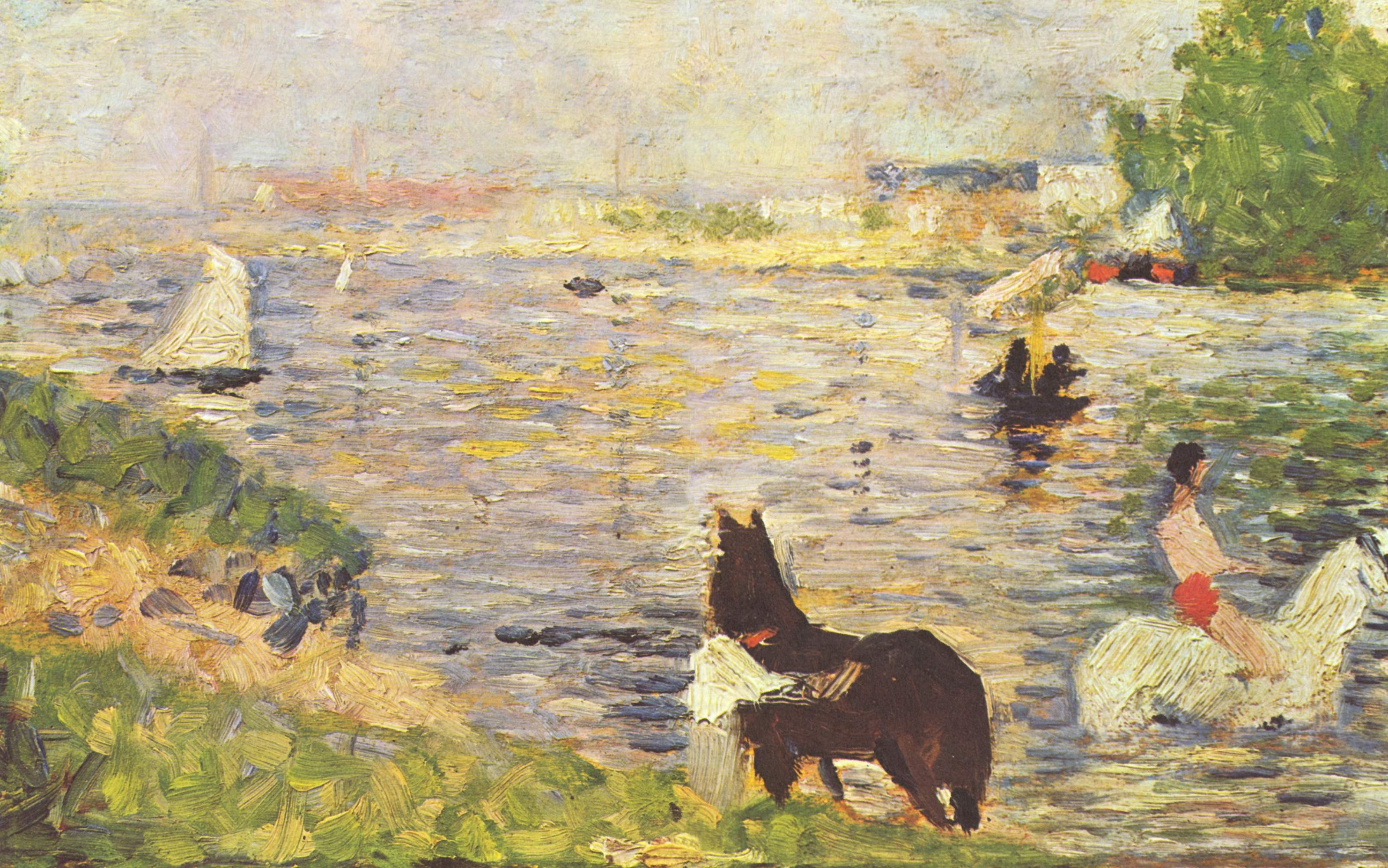
Жорж Сера, Краєвид, 1883
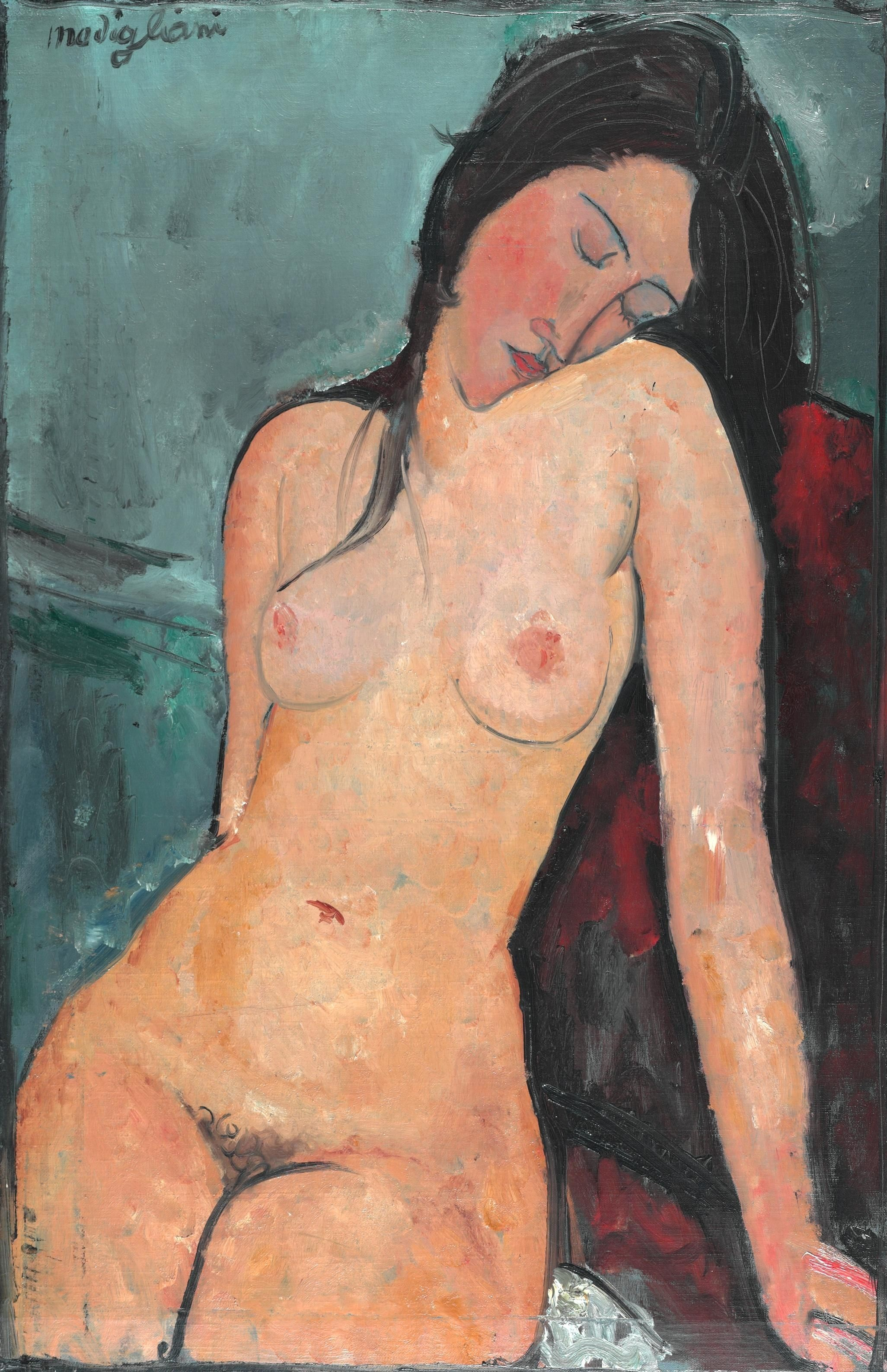
Амедео Модільяні, Оголена модель, 1916

Жорж Сера. Жінка, що пудриться. 1889-1890
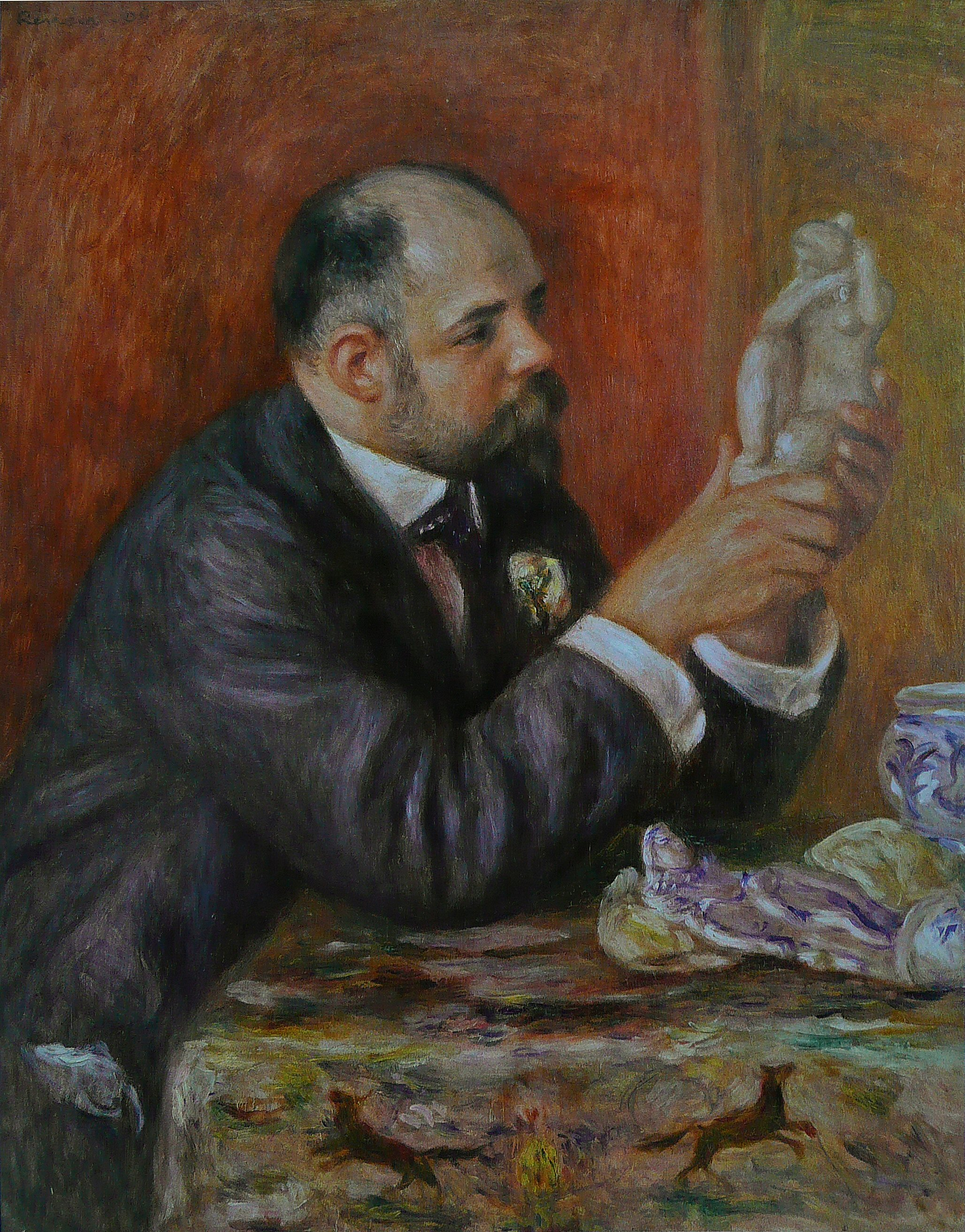
П'єр-Огюст Ренуар. Портрет Амбруаза Воллара. 1908
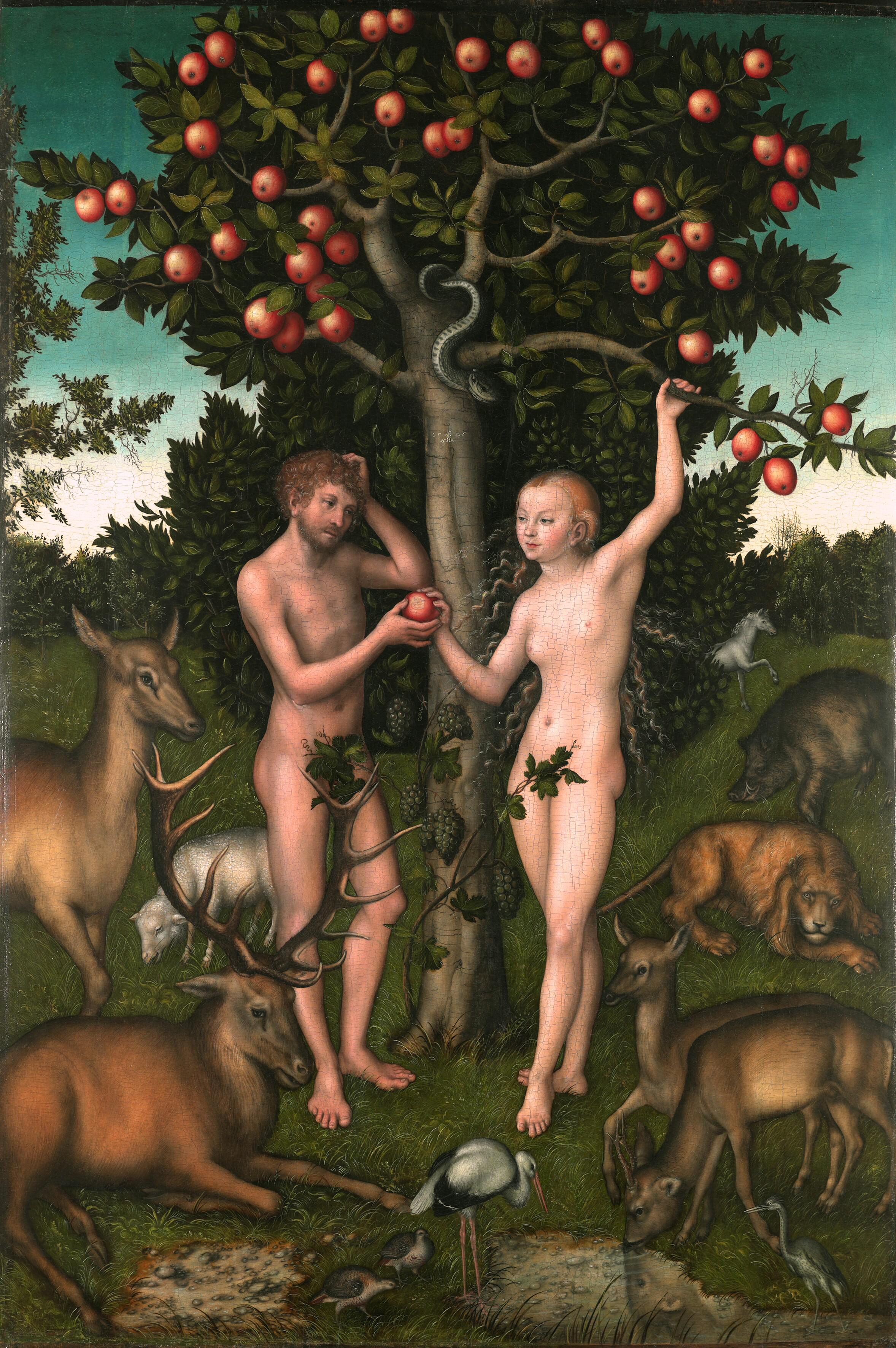
Лукас Кранах Старший. Адам і Ева. 1526